# Saggio sull'intelletto umano
Il Saggio sull'intelletto umano è un'opera del filosofo britannico John Locke, in cui l'autore si propone di verificare l'estensione effettiva della conoscenza umana, cioè di misurare i poteri conoscitivi dell'uomo. 
Pubblicato nel 1689 (postdatato, per ragioni editoriali, al 1690), il saggio concerne i fondamenti della formazione della conoscenza umana e dell'intelletto. Il filosofo descrive la mente umana, dalla sua nascita, come una tabula rasa (anche se non usa esattamente queste parole) riempita in seguito attraverso le esperienze. Il Saggio fu una delle principali fonti dell'empirismo moderno ed influenzò molti filosofi dell'illuminismo, come George Berkeley e David Hume.
In quest'opera, di grande spessore pedagogico, Locke sostiene che il processo di apprendimento prenda avvio dall'esperienza, che può essere interna o esterna al soggetto, la quale attraverso l'associazione di idee semplici, porta alla formulazione di idee complesse e di un giudizio.
A ben vedere si può percepire come questa tesi abbia non soltanto un fondamento di tipo pedagogico (storicamente innovativo) ma anche un fondamento di tipo psicologico; la psicologia infatti pone alla base del processo di apprendimento oltre alla percezione e all'esercizio anche l'esperienza. 
Il Libro II del saggio descrive la teoria delle idee di Locke, inclusa la distinzione tra idee acquisite passivamente, cioè le idee semplici, come "rosso", "dolce", "rotondo", e quelle costruite in modo attivo, cioè le idee complesse, come i numeri, le cause e gli effetti, le idee astratte, le idee delle sostanze e quelle di identità e diversità. 
Locke distingue tra le qualità reali primarie esistenti dei corpi, come la forma, il movimento e la disposizione delle particelle che li compongono, e le qualità secondarie che sono "il potere di produrre varie sensazioni in noi" come il "rosso" ed il "dolce". Queste qualità secondarie, afferma Locke, sono dipendenti dalle qualità primarie. Egli inoltre delinea una teoria della identità personale, offrendo un criterio largamente psicologico. 
Il Libro III tratta il linguaggio, il Libro IV la conoscenza, includendo l'intuito, la matematica, la filosofia morale, la filosofia naturale ("la scienza"), la fede, e le opinioni.

## Libro I
La tesi centrale di Locke è che la mente di un neonato sia una tabula rasa (a blank slate) e che tutte le idee si sviluppino dall'esperienza. Il Libro I del Saggio è un attacco all'Innatismo, cioè alla dottrina delle idee innate. Locke ammette che alcune idee sono nella nostra mente dalla nascita, ma argomenta che queste idee sono fornite dai sensi fin dal grembo materno: ad esempio la differenza tra colori e sapori. Se abbiamo una conoscenza universale di un concetto come la dolcezza, non è perché si tratti di un'idea innata, ma perché siamo tutti esposti al sapore dolce fin dallo sviluppo fetale. Di conseguenza un valore emotivo, come un valore spirituale, non fanno parte dell'innato, ma bensì dall'insegnamento e dalle basi alle quali siamo sottoposti involontariamente dalla nascita. La visione stessa di un valore non ne indica la conoscenza. Appunto per tale motivo ricorriamo alla visione obbligatoria dei "sintomi" del valore stesso.
Oltre a ciò, Locke argomenta che le persone non abbiano principi innati. Locke contesta che i principi innati risiedano su idee innate, le quali non esistono. Uno degli argomenti fondamentali di Locke contro le idee innate è il fatto che non esiste alcuna verità sulla quale tutti siano unanimemente concordi. Egli ha modo di contestare una serie di affermazioni che i razionalisti offrono come verità universalmente accettate, ad esempio il principio di identità, evidenziando che sia i bambini che gli adulti sono spesso inconsapevoli di tali affermazioni.

## Libro II
Mentre il Libro I è diretto a rigettare la dottrina delle idee innate proposte in parte da Cartesio ed i razionalisti ma in particolare di Herbert of Cherbury e dei neoplatonici More e Cudworth, il Libro II spiega che ogni idea è derivata dall'esperienza, attraverso le sensazioni – informazione sensoriale diretta – oppure attraverso la riflessione – "la percezione delle operazioni della nostra mente dentro di noi, così come è impiegata sulle idee che ha ricevuto".
Inoltre, il Libro II è anche un discorso sistematico per l'esistenza di un essere intelligente: "Quindi, dalla considerazione di noi stessi e di quello che crediamo infallibile, la ragione ci conduce alla conoscenza delle verità evidenti, CHE VI SIA UN ETERNO, POTENTE E PIÙ SAPIENTE ESSERE; non importa che sia o no chiamato Dio". Locke argomenta che è irrazionale concludere altrimenti. 
Questa preferenza di separare Dio dai suoi legami Giudeo-Cristiani può spiegare perché così tanti uomini che parteciparono alla fondazione degli Stati Uniti (Benjamin Franklin, Thomas Jefferson, John Adams), furono convinti sostenitori del pensiero di Locke e del suo metodo retorico e poterono mantenere una ferma fede in Dio (o nella "Provvidenza") senza abbracciare la tradizionale teologia Cristiana.

## Libro III
Nel Libro III, Locke discute le idee astratte generali. Ogni cosa che esiste nel mondo è un particolare oggetto (idea). Le idee generali si realizzano quando raggruppiamo insieme le idee simili particolari, mettendo da parte le differenze (astrazione) fino ad ottenere solo le idee simili. Quindi possiamo usare queste similarità per creare un termine generale, come ad esempio “albero”, che diventa così anche un'idea generale. L'uomo forma idee generali astratte per tre ragioni: 1. sarebbe troppo difficile ricordare una parola diversa per ogni oggetto (idea) particolare; 2. avere una parola per ogni cosa esistente vorrebbe dire, in pratica, impedire la comunicazione; e 3. l'obiettivo della scienza è generalizzare e categorizzare ogni cosa.

## Libro IV
Nel Libro IV, Locke affronta il problema della conoscenza e dei limiti della mente umana. Locke definisce la conoscenza come ”la percezione delle connessioni e dell'accordo o disaccordo (rifiuto) di ogni possibile idea". Questa definizione di conoscenza è in contrasto con la definizione cartesiana in cui tutte le idee sono chiare e distinte. Locke afferma che non possiamo conoscere le sostanze, in quanto le nostre idee su di esse sono sempre oscure e relative alle sole caratteristiche esteriori delle stesse. A questo proposito si pongono così le basi per le successive riserve di Berkeley e Hume riguardo alla possibilità di affermare l'esistenza stessa delle sostanze che Locke non arriva a negare. Ancora, la definizione di Locke della conoscenza pone un problema analogo a quello visto con la percezione e il linguaggio (Libro III). Se la conoscenza è la percezione del consenso o del dissenso di una delle nostre idee, allora probabilmente siamo intrappolati proprio nella cerchia delle nostre idee. 
E che dire del conoscere l'esistenza reale delle cose? Locke è chiaramente consapevole di questo problema, e molto probabilmente ritiene che la plausibilità delle ipotesi scettiche, come quella di Cartesio sul sogno, insieme con i collegamenti di causalità tra qualità e idee nel proprio sistema è sufficiente a risolvere il problema. È interessante notare, inoltre, che vi sono differenze significative tra l'empirismo di Locke e quello di Berkeley, che renderebbe più facile per Locke risolvere il problema del velo della percezione di quanto lo sia per Berkeley. Locke, per esempio, fa inferenze transitive su atomi, dove Berkeley non è disposto a legittimarle. Ciò implica che Locke ha una semantica che gli permette di parlare delle cause non sperimentali dell'esperienza (come ad esempio gli atomi), dove invece Berkeley non può farlo.
Cosa quindi possiamo conoscere e con quale grado di certezza? Possiamo conoscere che Dio esiste con un più alto grado di sicurezza di quanto si possa ottenere da una dimostrazione. Sappiamo anche di esistere con un alto grado di certezza. Conosciamo anche bene le verità della morale e della matematica, poiché sono idee modali, la cui adeguatezza è garantita dal fatto che prendiamo queste idee come modelli ideali ai quali riferire altre idee, piuttosto che cercare di copiare archetipi esterni che possiamo solo comprendere in modo inadeguato. Inoltre, i nostri sforzi per comprendere la natura degli oggetti esterni è limitata largamente alle connessioni tra le loro qualità apparenti.
La reale essenza degli elefanti e dell'oro è a noi nascosta: anche se, in generale, le supponiamo come distinte combinazioni di atomi che causano il raggrupparsi di qualità apparenti che ci conducono a vedere elefanti e oro come cose differenti. La nostra conoscenza delle cose materiali è probabilistica e quindi è "opinione", piuttosto che "conoscenza". Così la nostra conoscenza degli oggetti esterni è inferiore alla nostra conoscenza della matematica e della moralità, di noi stessi e di Dio. Locke sostiene che abbiamo solo la conoscenza di un numero limitato di cose, ma pensa anche che siamo in grado di giudicare la verità o la falsità di molte proposizioni in aggiunta a quelle che normalmente pensiamo di sapere. Questo ci porta a discutere sulla probabilità.

## Reazioni e influenza
L'empiricismo di Locke fu duramente criticato dai razionalisti. Nel 1704 Gottfried Leibniz scrisse una risposta razionalista ai lavori di Locke capitolo per capitolo, i Nuovi saggi sull'intelletto umano. Allo stesso tempo, questa opera di Locke è stata di cruciale importanza per il lavoro dei futuri teorici dell'empirismo come George Berkeley e David Hume.